# 湖北工業
湖北工業株式会社（こほくこうぎょう、KOHOKU KOGYO CO.,LTD.）は、滋賀県長浜市に本社を置き、電気機器の製造・販売などを手掛けている企業。東京証券取引所スタンダード市場上場。

## 概要
1959年8月に滋賀県高月町にて設立。当初の本社は高月町役場の旧庁舎に置いていた。アルミ電解コンデンサ用リード端子の製造・販売、光通信用部品の製造・販売、石英ガラスを材料とした精密部品の製造・販売を手掛けており、アルミ電解コンデンサーの部品であるリード端子は全世界の約60%、光海底ケーブルに使用する光アイソレータは全世界の約50%以上のシェアを持つ。

## 沿革
- 1959年8月 - 滋賀県高月町（現在の長浜市）にて設立。
- 1961年5月 - 現在地に本社工場を新設移転。
- 1972年8月 - 本社機能を本社工場内に移転。
- 1974年8月 - リード端子専用の製造工場を本社工場内に新設。
- 1998年5月 - 本社工場を増築。
- 2000年9月 - 光部品・デバイス事業を開始。
- 2015年2月 - FDKから光部品事業並びに子会社であるFDK LANKA (PVT) LTD. (現：KOHOKU LANKA (PVT) LTD.)を譲受[4]。
- 2021年12月 - 東京証券取引所2部に上場[3]。
- 2023年7月 - 紫外線用非球面レンズの量産を開始。
- 2024年4月 - エピフォトニクスを子会社化[5][6]。

## 子会社
- エピフォトニクス株式会社
- KOHOKU ELECTRONICS (S) PTE.LTD.
- KOHOKU ELECTRONICS (M) SDN.BHD.
- 東莞瑚北電子有限公司
- 蘇州瑚北光電子有限公司
- KOHOKU LANKA (PVT) LTD.